# Peltophorum adnatum
Peltophorum adnatum är en ärtväxtart som beskrevs av August Heinrich Rudolf Grisebach. Peltophorum adnatum ingår i släktet Peltophorum och familjen ärtväxter. Inga underarter finns listade i Catalogue of Life.